# بلبل سیبویی
بلبل سیبویی (نام علمی: Hypsipetes siquijorensis monticola) که همچنین به عنوان بلبل سینه‌رگه‌ای سیبویی شناخته می‌شود، زیرگونه‌ای از بلبل‌های سینه‌رگه‌ای است. این گونه بومی فیلیپین است که تنها در جزیره سیبو یافت می‌شود که زیستگاه طبیعی آن جنگل‌های جلگه‌ای نمناک گرمسیری است. این گونه که تا زمان کشف دوبارهٔ آن در سال ۱۹۹۶، منقرض شده بود، با نابودی زیستگاه و شکار در معرض تهدید است. این احتمال وجود دارد که در نهایت به گونه‌ای جداگانه تقسیم شود و در این صورت به یکی از در معرض خطرترین گونه‌ها در جهان تبدیل می‌شود.